# État souverain d'Antioquia
Pour les articles homonymes, voir Antioquia (homonymie).
1856–1886
Entités précédentes :
- Province d'Antioquia
- Province de Medellín
- Province de Córdoba

Entités suivantes :
- Département d'Antioquia

L'État souverain d'Antioquia, créé sous le nom d'État fédéral d'Antioquia, est une division administrative et territoriale de la Confédération grenadine puis des États-Unis de Colombie. Créé le 11 juin 1856, il a été officiellement reconnu comme État de la Fédération dans la constitution nationale de 1858, et finalement défini comme un État souverain dans la constitution de 1863.

## Géographie

### Limites
- Nord : État souverain de Bolívar (53 km)
- Est : État souverain de Boyacá (6 km), État souverain de Santander (16 km)
- Sud : État souverain de Tolima (16 km)
- Ouest : État souverain de Cauca (50 km)

### Géographie physique
L'État souverain d'Antioquia est géographiquement l'équivalent de l'actuel département d'Antioquia.

### Organisation territoriale
L'État d'Antioquia est divisé en six départements, eux-mêmes divisés en districts. 
- Département du Centre (Medellín)
- Département du Nord (Santa Rosa de Osos)
- Département du Sud (Salamina)
- Département de l'Orient (Marinilla)
- Département de l'Occident (Santa Fe de Antioquia)
- Département de Sopetran (Sopetrán)

La capitale de l'État est Medellín.

## Démographie
Au recensement de 1870, l'État d'Antioquia compte 365 974 habitants dont 180 496 hommes et 185 478 femmes.